# 다니엘레 게이더
다니엘레 게이더(Daniele Gaither, 1970년 12월 20일 ~ )는 미국의 배우, 텔레비전 배우, 영화배우이다.
세인트폴에서 태어났다.

## 영화
- 노 오디너리 히어로: 슈퍼디파이 무비 (2013년)
- 네서서리 이블 (2008년)
- 르노 911! (2003년)